# Jerry Palacios
Jerry Palacios (ur. 13 maja 1982 w mieście La Ceiba) – honduraski piłkarz występujący na pozycji napastnika. Brat piłkarzy: Johnny'ego, Wilsona oraz Miltona.

## Kariera
Jerry Palacios seniorską karierę rozpoczął w Olimpii Tegucigalpa. Następnie w sezonie 2005/2006 grał w innym klubie z tego miasta, CD Motagua. W 2006 roku powrócił do macierzystej drużyny. Kolejnym klubem w jego karierze była Vida La Ceiba. W 2007 roku po raz kolejny wrócił do Olimpii, z której odszedł rok później do klubu CD Marathón. W 2010 roku został piłkarzem klubu Hangzhou Greentown. Następnie grał w: Hunan Billows, CD Marathón, Platense FC, LD Alajuelense i ATM FA, a w 2016 trafił do CD Real Sociedad.
W 2010 roku został powołany na Mistrzostwa Świata.